# Берг-им-Гау
Берг-им-Гау (нем. Berg im Gau) — община в Германии, в земле Бавария. 
Подчиняется административному округу Верхняя Бавария. Входит в состав района Нойбург-Шробенхаузен.  Население составляет 1193 человека (на 31 декабря 2010 года). Занимает площадь 22,61 км².